# 우시코프스키

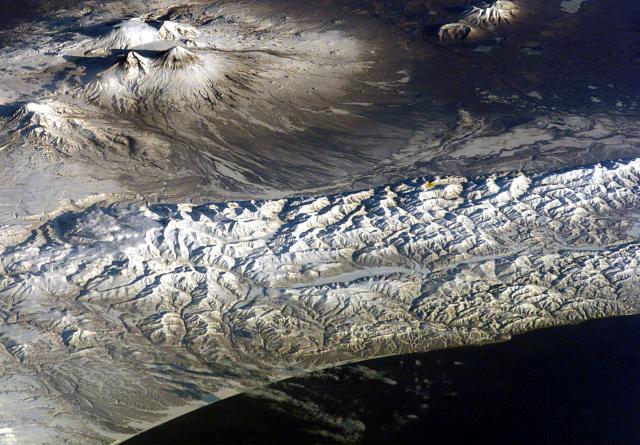

우시코프스키(러시아어: Ушковский, Ushkovsky)는 러시아 캄차카반도의 캄차카 화산군에 있는 화산으로, 복합 화산이다. 이 화산은 정상에 커다란 칼데라가 있으며, 지금도 활동중이다.